# Reducto

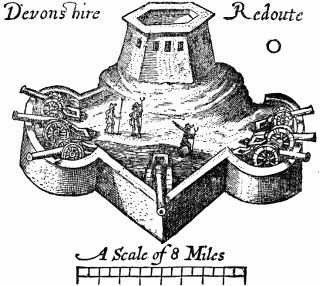
Ilustración del Reducto de Devonshire, Bermuda, 1614.

Reducto es una obra, permanente o temporal, destinada a refugio o fortificación para la defensa. Deriva de la palabra latina reductus, que significa «apartado, retirado».
Los reductos adoptan diversas formas y tamaños, si bien ordinariamente tienen varios lados y constan de parapetos y una o más banquetas. Se construyen los reductos regularmente en las líneas de circunvalación y en los aproches y también en los retornos de la trinchera y el foso.
Se llama reducto de seguridad al que se construye dentro de otro más espacioso o en medio de una posición fortificada que conviene mucho conservar, para el caso de que siendo preciso abandonar el principal, las tropas se refugien en él y lograr, si es posible, una capitulación más honrosa. Cuando una obra no puede ser atacada más que por un punto, entonces el reducto de seguridad basta que sea una tenaza, un simple espaldón con banqueta. Las cabezas de puente deben tener esta defensa para proteger mejor la retirada de las últimas tropas de un ejército que abandona el campo de batalla por no poder resistir a las contrarias.